# (12835) Stropek
(12835) Stropek (1997 CN13) – planetoida z pasa głównego asteroid okrążająca Słońce w ciągu 3,54 lat w średniej odległości 2,32 j.a. Odkryta 7 lutego 1997 roku.